# Serie B 1986-1987
La Serie B 1986-1987 è stata la 55ª edizione del secondo livello del campionato italiano di calcio a girone unico, disputata tra il 14 settembre 1986 e l'8 luglio 1987 e conclusa con la vittoria ex aequo del Pescara, al suo primo titolo, e del Pisa, al suo secondo titolo.
Capocannoniere del torneo è stato Stefano Rebonato (Pescara) con 21 reti.

## Stagione

### Novità
In seguito alle sentenze relative allo scandalo del Totonero-bis, venuto a galla durante l'estate 1986, il torneo vide Triestina, Cagliari e Lazio costrette a partire, rispettivamente, con un handicap di –4, –5 e –9 punti in classifica; rimasero inoltre in Serie B il L.R. Vicenza, la cui promozione in A era stata revocata in seguito ai verdetti della sentenza, e il Pescara che, retrocesso in Serie C1 sul campo, venne ripescato a una settimana dall'inizio del torneo in seguito alla radiazione per fallimento del Palermo (che avrebbe dovuto scontare 5 punti di penalizzazione) .

### Avvenimenti

#### Girone di andata

Due tra i maggiori protagonisti dell'annata sul versante realizzativo; da sinistra: Sauro Frutti del, autore di 17 gol, e Stefano Rebonato del, migliore marcatore del campionato con 21 reti.

La prima giornata del campionato fu disputata il 14 settembre 1986. Dopo i primi sei turni, l'imbattuta Cremonese si portò al comando della classifica, seguita dal neopromosso Messina, dal Genoa e da un L.R. Vicenza che era stato capace di mantenere il punteggio pieno nelle prime tre gare. Successivamente mentre i veneti tornarono presto nel gruppo, il Messina di Franco Scoglio, primo in solitaria al decimo turno, si accreditò come diretto antagonista dei lombardi nella lotta per il primo posto.
Le ultime battute del girone di andata videro emergere il sorprendente Pescara, guidato da Galeone e trascinato dal bomber Rebonato, che arrivò al giro di boa al secondo posto, con un punto di ritardo dalla Cremonese capolista e con un punto di vantaggio sul Messina terzo.

#### Girone di ritorno

L'esultanza di Giuliano Fiorini dopo il suo decisivo 1-0 al che, nei minuti finali dell'ultimo turno, permise alla di accedere agli spareggi salvezza e condannò i berici alla discesa in Serie C1.

All'inizio del girone di ritorno, al gruppo delle inseguitrici, composto fin lì da Genoa e Lecce, si aggregarono alcune squadre fin lì rimaste in sordina: il Cesena, il Pisa e il Parma. 
Il Messina, di nuovo primo alla ventiduesima giornata a pari punti con Cremonese e Pescara, mantenne la vetta per altri quattro turni, di cui due in posizione solitaria; ma nelle ultime partite, nonostante un calendario favorevole, ebbe un vistoso calo finché alla penultima giornata, con la decisiva sconfitta a Lecce, uscì dal novero delle candidate alla promozione. Da par loro i grigiorossi occuparono più volte la prima posizione in classifica anche nella tornata conclusiva, fin quando, all'ultima giornata, persero da capolista lo scontro diretto in casa contro il Pisa lasciando il via libera agli stessi toscani e al Pescara, che conclusero ex aequo al primo posto; non ne approfittò invece il Genoa che, perdendo sul campo del Taranto per 3-0, non poté accedere alla zona promozione.
A causa della sconfitta contro il Pisa, i grigiorossi furono raggiunti dal Lecce, che prevalse di misura su un Cagliari già destinato alla discesa in Serie C1, e dal Cesena, che invece condannò un Catania coinvolto nella lotta per non retrocedere, vedendosi costretti a disputare uno spareggio a tre: la Cremonese perse entrambi gli incontri e uscì dai giochi, mentre una situazione di ulteriore parità tra Cesena e Lecce, che avevano impattato nello scontro diretto, obbligò la disputa di una nuova gara di spareggio, vinta dai romagnoli per 2-1.
Nella parte bassa della classifica, retrocesso il Cagliari con tre gare di anticipo, la vigilia dell'ultima giornata vedeva sei squadre racchiuse nello spazio di un punto: il Campobasso:, la Sambenedettese, il L.R. Vicenza (che aveva ceduto alla distanza dopo un buon inizio) e il Catania a 32, la penalizzata Lazio e il Taranto a 31. Mentre i marchigiani si tirarono fuori vincendo in casa del già salvo Bari, gli etnei furono condannati da una sconfitta di misura a Cesena; i capitolini vinsero all'Olimpico lo scontro diretto con i berici, condannandoli alla retrocessione e rendendo necessario uno spareggio salvezza a tre per determinare l'ultima retrocessa fra gli stessi biancocelesti, gli ionici (vincenti in casa contro il Genoa) e i molisani: una vittoria a testa salvò Lazio e Taranto, decretando la discesa del Campobasso in terza serie.

## Squadre partecipanti
| Club           | Stagione | Città                    | Stadio                     | Stagione precedente                            |
| -------------- | -------- | ------------------------ | -------------------------- | ---------------------------------------------- |
| Arezzo         | dettagli | Arezzo                   | Stadio Comunale            | 11º posto in Serie B                           |
| Bari           | dettagli | Bari                     | Stadio Comunale            | 15º posto in Serie A, retrocesso               |
| Bologna        | dettagli | Bologna                  | Stadio Renato Dall'Ara     | 6º posto in Serie B                            |
| Cagliari       | dettagli | Cagliari                 | Stadio Sant'Elia           | 14º posto in Serie B                           |
| Campobasso     | dettagli | Campobasso               | Stadio Nuovo Romagnoli     | 10º posto in Serie B                           |
| Catania        | dettagli | Catania                  | Stadio Cibali              | 11º posto in Serie B                           |
| Cesena         | dettagli | Cesena                   | Stadio Dino Manuzzi        | 8º posto in Serie B                            |
| Cremonese      | dettagli | Cremona                  | Stadio Giovanni Zini       | 9º posto in Serie B                            |
| Genoa          | dettagli | Genova                   | Stadio Luigi Ferraris      | 7º posto in Serie B                            |
| L.R. Vicenza   | dettagli | Vicenza                  | Stadio Romeo Menti         | 3º posto in Serie B                            |
| Lazio          | dettagli | Roma                     | Stadio Olimpico            | 11º posto in Serie B                           |
| Lecce          | dettagli | Lecce                    | Stadio Via del Mare        | 16º posto in Serie A, retrocesso               |
| Messina        | dettagli | Messina                  | Stadio Giovanni Celeste    | 1º posto nel girone B della Serie C1, promosso |
| Modena         | dettagli | Modena                   | Stadio Alberto Braglia     | 2º posto nel girone A della Serie C1, promosso |
| Parma          | dettagli | Parma                    | Stadio Ennio Tardini       | 1º posto nel girone A della Serie C1, promosso |
| Pescara        | dettagli | Pescara                  | Stadio Adriatico           | 17º posto in Serie B                           |
| Pisa           | dettagli | Pisa                     | Stadio Arena Garibaldi     | 14º posto in Serie A, retrocesso               |
| Sambenedettese | dettagli | San Benedetto del Tronto | Stadio Riviera delle Palme | 14º posto in Serie B                           |
| Taranto        | dettagli | Taranto                  | Stadio Erasmo Iacovone     | 2º posto nel girone B della Serie C1, promosso |
| Triestina      | dettagli | Trieste                  | Stadio Giuseppe Grezar     | 5º posto in Serie B                            |

## Allenatori e primatisti
| Squadra           | Allenatore                                                                       | Calciatore più presente                                                 | Cannoniere                             |
| ----------------- | -------------------------------------------------------------------------------- | ----------------------------------------------------------------------- | -------------------------------------- |
| Arezzo            | Enzo Riccomini                                                                   | Fernando Orsi (38)                                                      | Guido Ugolotti (8)                     |
| Bari              | Enrico Catuzzi                                                                   | Gordon Cowans (38)                                                      | Paul Rideout (10)                      |
| Bologna           | Vincenzo Guerini (1ª-28ª) Giovan Battista Fabbri (29ª-38ª)                       | Romano Galvani (36)                                                     | Lorenzo Marronaro (9)                  |
| Cagliari          | Gustavo Giagnoni                                                                 | Marco Marchi (35)                                                       | Giampaolo Montesano, Luigi Piras (7)   |
| Campobasso        | Pietro Fontana e Tord Grip (D.T.) (1ª-19ª) Giampiero Vitali (20ª-38ª e spareggi) | Massimo Bianchi (38)                                                    | Claudio Vagheggi (10)                  |
| Catania           | Gennaro Rambone (1ª-28ª) Bruno Pace (29ª-38ª)                                    | Carlo Borghi (37)                                                       | Orazio Sorbello (7)                    |
| Cesena            | Bruno Bolchi                                                                     | Alberto Cavasin, Agatino Cuttone, Franco Pancheri, Fulvio Simonini (36) | Fulvio Simonini (11)                   |
| Cremonese         | Bruno Mazzia                                                                     | Michelangelo Rampulla (37)                                              | Marco Nicoletti (14)                   |
| Genoa             | Attilio Perotti                                                                  | Stefano Eranio, Alessandro Scanziani (36)                               | Luigi Marulla (10)                     |
| Lanerossi Vicenza | Tarcisio Burgnich (1ª-21ª) Alfredo Magni (22ª-38ª)                               | Giuseppe Mascheroni (35)                                                | Maurizio Lucchetti, Antonio Rondon (5) |
| Lazio             | Eugenio Fascetti                                                                 | Domenico Caso, Gabriele Pin, Giuliano Terraneo (38)                     | Giuliano Fiorini (7)                   |
| Lecce             | Pietro Santin (1ª-28ª) Carlo Mazzone (29ª-38ª e spareggi)                        | Luigi Danova (37)                                                       | Juan Barbas, Pedro Pasculli (9)        |
| Messina           | Franco Scoglio                                                                   | Giuseppe Catalano, Lorenzo Mossini, Luciano Orati (37)                  | Nicolò Napoli (6)                      |
| Modena            | Luigi Mascalaito                                                                 | Sauro Frutti (38)                                                       | Sauro Frutti (17)                      |
| Parma             | Arrigo Sacchi                                                                    | Marco Ferrari, Roberto Mussi (38)                                       | Mario Bortolazzi (7)                   |
| Pescara           | Giovanni Galeone                                                                 | Rocco Pagano (37)                                                       | Stefano Rebonato (21)                  |
| Pisa              | Luigi Simoni                                                                     | Antonio Cavallo, Luca Cecconi (37)                                      | Luca Cecconi (10)                      |
| Sambenedettese    | Roberto Clagluna                                                                 | Guido Di Fabio (38)                                                     | Roberto Di Nicola (11)                 |
| Taranto           | Antonio Renna (1ª-9ª) Fernando Veneranda (10ª-38ª e spareggi)                    | Antonio De Vitis (37)                                                   | Antonio De Vitis (18)                  |
| Triestina         | Enzo Ferrari                                                                     | Rino Gandini, Angelo Orlando (37)                                       | Franco De Falco (7)                    |

## Classifica finale
|  | Pos. | Squadra        | Pt | G  | V  | N  | P  | GF | GS | DR  |
|  | ---- | -------------- | -- | -- | -- | -- | -- | -- | -- | --- |
|  | 1.   | Pescara        | 44 | 38 | 16 | 12 | 10 | 43 | 33 | +10 |
|  | 1.   | Pisa           | 44 | 38 | 16 | 12 | 10 | 42 | 32 | +10 |
|  | 3.   | Cesena         | 43 | 38 | 15 | 13 | 10 | 38 | 29 | +9  |
|  | 4.   | Lecce          | 43 | 38 | 15 | 13 | 10 | 38 | 32 | +6  |
|  | 5.   | Cremonese      | 43 | 38 | 14 | 15 | 9  | 35 | 29 | +6  |
|  | 6.   | Genoa          | 42 | 38 | 12 | 18 | 8  | 44 | 39 | +5  |
|  | 7.   | Parma          | 40 | 38 | 11 | 18 | 9  | 30 | 26 | +4  |
|  | 7.   | Messina        | 40 | 38 | 12 | 16 | 10 | 29 | 28 | +1  |
|  | 9.   | Bari           | 39 | 38 | 11 | 17 | 10 | 33 | 32 | +1  |
|  | 10.  | Bologna        | 36 | 38 | 10 | 16 | 12 | 40 | 38 | +2  |
|  | 11.  | Triestina (-4) | 35 | 38 | 10 | 19 | 9  | 31 | 26 | +5  |
|  | 11.  | Arezzo         | 35 | 38 | 7  | 21 | 10 | 30 | 33 | -3  |
|  | 11.  | Modena         | 35 | 38 | 10 | 15 | 13 | 32 | 50 | -18 |
|  | 14.  | Sambenedettese | 34 | 38 | 11 | 12 | 15 | 33 | 37 | -4  |
|  | 15.  | Taranto        | 33 | 38 | 10 | 13 | 15 | 37 | 40 | -3  |
|  | 16.  | Lazio (-9)     | 33 | 38 | 14 | 14 | 10 | 35 | 28 | +7  |
|  | 17.  | Campobasso     | 33 | 38 | 9  | 15 | 14 | 34 | 35 | -1  |
|  | 18.  | L.R. Vicenza   | 32 | 38 | 9  | 14 | 15 | 31 | 40 | -9  |
|  | 18.  | Catania        | 32 | 38 | 8  | 16 | 14 | 25 | 38 | -13 |
|  | 20.  | Cagliari (-5)  | 26 | 38 | 9  | 13 | 16 | 32 | 47 | -15 |

Legenda:
      Promossa in Serie A 1987-1988.
      Retrocesso in Serie C1 1987-1988.
 promozione diretta.
 retrocessione diretta.
Regolamento:
Due punti a vittoria, uno a pareggio, zero a sconfitta.
Era in vigore il pari merito. In caso di parità di punti, per assegnare i titoli sportivi si è giocata una partita di spareggio.
Note:
La Lazio ha scontato 9 punti di penalizzazione a causa del secondo scandalo del Totonero.
Il Cagliari ha scontato 5 punti di penalizzazione a causa del secondo scandalo del Totonero.
La Triestina ha scontato 4 punti di penalizzazione a causa del secondo scandalo del Totonero.
Il Pescara e il Pisa partecipano alla Coppa Mitropa 1987-1988.
Cesena promosso in Serie A dopo aver vinto gli spareggi contro gli ex aequo Lecce e Cremonese.
Campobasso retrocesso dopo aver perso gli spareggi con gli ex aequo Lazio e Taranto.

### Squadre campioni
| Formazione tipo | Giocatori (presenze)         |
| --- | ---------------------------- |
| Gatta Camplone Bergodi Ciarlantini Benini Bosco Loseto Gasperini Pagano Rebonato Berlinghieri | Giuseppe Gatta (35)          |
| Gatta Camplone Bergodi Ciarlantini Benini Bosco Loseto Gasperini Pagano Rebonato Berlinghieri | Giorgio Benini (35)          |
| Gatta Camplone Bergodi Ciarlantini Benini Bosco Loseto Gasperini Pagano Rebonato Berlinghieri | Andrea Camplone (36)         |
| Gatta Camplone Bergodi Ciarlantini Benini Bosco Loseto Gasperini Pagano Rebonato Berlinghieri | Roberto Bosco (35)           |
| Gatta Camplone Bergodi Ciarlantini Benini Bosco Loseto Gasperini Pagano Rebonato Berlinghieri | Luigi Ciarlantini (30)       |
| Gatta Camplone Bergodi Ciarlantini Benini Bosco Loseto Gasperini Pagano Rebonato Berlinghieri | Cristiano Bergodi (34)       |
| Gatta Camplone Bergodi Ciarlantini Benini Bosco Loseto Gasperini Pagano Rebonato Berlinghieri | Rocco Pagano (37)            |
| Gatta Camplone Bergodi Ciarlantini Benini Bosco Loseto Gasperini Pagano Rebonato Berlinghieri | Gian Piero Gasperini (35)    |
| Gatta Camplone Bergodi Ciarlantini Benini Bosco Loseto Gasperini Pagano Rebonato Berlinghieri | Stefano Rebonato (32)        |
| Gatta Camplone Bergodi Ciarlantini Benini Bosco Loseto Gasperini Pagano Rebonato Berlinghieri | Onofrio Loseto (34)          |
| Gatta Camplone Bergodi Ciarlantini Benini Bosco Loseto Gasperini Pagano Rebonato Berlinghieri | Primo Berlinghieri (23)      |
| Gatta Camplone Bergodi Ciarlantini Benini Bosco Loseto Gasperini Pagano Rebonato Berlinghieri | Allenatore: Giovanni Galeone |
| Altri giocatori: Gianluca Gaudenzi (26), Danilo Ronzani (24), Giacomo Dicara (16), Franco Marchegiani (13), Luigi De Rosa (9), Felice Mancini (6), Luigi Marchionne (6), Gerardo Berardi (5), Luca Bressan (4), Vincenzo Minguzzi (4), Livio Danese (1), Luca Romano (1). |                              |

| Formazione tipo | Giocatori (presenze)     |
| --- | ------------------------ |
| Mannini Faccenda Cavallo Bernazzani Lucarelli Cuoghi Caneo Giovannelli Cecconi Piovanelli Sclosa | Alessandro Mannini (35)  |
| Mannini Faccenda Cavallo Bernazzani Lucarelli Cuoghi Caneo Giovannelli Cecconi Piovanelli Sclosa | Mario Faccenda (32)      |
| Mannini Faccenda Cavallo Bernazzani Lucarelli Cuoghi Caneo Giovannelli Cecconi Piovanelli Sclosa | Davide Lucarelli (25)    |
| Mannini Faccenda Cavallo Bernazzani Lucarelli Cuoghi Caneo Giovannelli Cecconi Piovanelli Sclosa | Bruno Caneo (33)         |
| Mannini Faccenda Cavallo Bernazzani Lucarelli Cuoghi Caneo Giovannelli Cecconi Piovanelli Sclosa | Antonio Cavallo (36)     |
| Mannini Faccenda Cavallo Bernazzani Lucarelli Cuoghi Caneo Giovannelli Cecconi Piovanelli Sclosa | Daniele Bernazzani (32)  |
| Mannini Faccenda Cavallo Bernazzani Lucarelli Cuoghi Caneo Giovannelli Cecconi Piovanelli Sclosa | Stefano Cuoghi (31)      |
| Mannini Faccenda Cavallo Bernazzani Lucarelli Cuoghi Caneo Giovannelli Cecconi Piovanelli Sclosa | Claudio Sclosa (33)      |
| Mannini Faccenda Cavallo Bernazzani Lucarelli Cuoghi Caneo Giovannelli Cecconi Piovanelli Sclosa | Lamberto Piovanelli (27) |
| Mannini Faccenda Cavallo Bernazzani Lucarelli Cuoghi Caneo Giovannelli Cecconi Piovanelli Sclosa | Paolo Giovannelli (31)   |
| Mannini Faccenda Cavallo Bernazzani Lucarelli Cuoghi Caneo Giovannelli Cecconi Piovanelli Sclosa | Luca Cecconi (36)        |
| Mannini Faccenda Cavallo Bernazzani Lucarelli Cuoghi Caneo Giovannelli Cecconi Piovanelli Sclosa | Allenatore: Luigi Simoni |
| Altri giocatori: Ferruccio Mariani (28), Roberto Chiti (26), Davide Pellegrini (23), Paolo Alberto Faccini (16), Silvio Gori (14), Franco Ipsaro Passione (10), Stefano Dianda (7), Domenico Progna (6), David Fiorentini (4), Gianpaolo Grudina (3), Luca Birigozzi (1). |                          |

## Risultati

### Tabellone
|                   | Are  | Bar  | Bol  | Cag  | Cam  | Cat  | Ces  | Cre  | Gen  | LRV  | Laz  | Lec  | Mes  | Mod  | Par  | Pes  | Pis  | Sam  | Tar  | Tri  |
| ----------------- | ---- | ---- | ---- | ---- | ---- | ---- | ---- | ---- | ---- | ---- | ---- | ---- | ---- | ---- | ---- | ---- | ---- | ---- | ---- | ---- |
| Arezzo            | –––– | 0-1  | 2-0  | 2-1  | 1-0  | 0-0  | 1-1  | 0-0  | 2-0  | 0-0  | 1-1  | 0-2  | 1-1  | 2-2  | 1-1  | 1-1  | 0-0  | 1-0  | 3-1  | 0-0  |
| Bari              | 2-1  | –––– | 0-0  | 0-1  | 2-1  | 1-1  | 1-0  | 1-1  | 0-0  | 1-0  | 1-1  | 2-0  | 1-0  | 3-0  | 0-0  | 1-1  | 1-0  | 3-4  | 1-0  | 1-1  |
| Bologna           | 2-2  | 2-2  | –––– | 3-0  | 1-1  | 0-1  | 2-1  | 0-2  | 0-0  | 1-1  | 1-0  | 1-1  | 1-1  | 4-1  | 0-0  | 0-1  | 0-0  | 3-1  | 1-0  | 1-0  |
| Cagliari          | 0-0  | 2-2  | 0-0  | –––– | 1-0  | 3-1  | 3-1  | 2-2  | 2-2  | 1-3  | 0-1  | 0-1  | 0-0  | 4-2  | 1-1  | 0-0  | 2-1  | 1-0  | 1-0  | 0-0  |
| Campobasso        | 1-0  | 1-0  | 1-1  | 2-0  | –––– | 4-0  | 1-1  | 0-0  | 0-0  | 2-0  | 0-1  | 3-0  | 0-0  | 2-1  | 0-0  | 1-0  | 0-0  | 0-0  | 1-1  | 3-3  |
| Catania           | 1-0  | 1-0  | 1-4  | 0-0  | 1-1  | –––– | 0-0  | 0-1  | 1-1  | 1-2  | 1-0  | 1-1  | 1-0  | 0-0  | 0-0  | 1-0  | 0-0  | 1-0  | 1-2  | 0-0  |
| Cesena            | 1-1  | 1-0  | 1-0  | 1-0  | 1-1  | 2-1  | –––– | 1-2  | 3-0  | 2-0  | 1-1  | 3-0  | 2-0  | 1-1  | 1-0  | 2-0  | 1-0  | 2-0  | 1-0  | 0-0  |
| Cremonese         | 2-0  | 0-0  | 1-0  | 2-0  | 1-0  | 1-1  | 0-0  | –––– | 1-1  | 2-1  | 0-0  | 0-0  | 1-0  | 3-0  | 2-1  | 2-2  | 1-2  | 1-0  | 1-0  | 1-0  |
| Genoa             | 0-0  | 2-0  | 1-1  | 2-0  | 4-2  | 2-0  | 1-1  | 1-1  | –––– | 2-0  | 2-0  | 3-2  | 1-0  | 3-0  | 1-1  | 2-1  | 1-1  | 3-1  | 0-0  | 1-0  |
| Lanerossi Vicenza | 2-2  | 0-0  | 2-2  | 0-1  | 1-1  | 2-1  | 2-2  | 0-0  | 1-1  | –––– | 0-0  | 1-0  | 1-0  | 3-0  | 2-0  | 1-3  | 2-0  | 0-0  | 1-0  | 0-0  |
| Lazio             | 0-1  | 3-0  | 2-1  | 1-0  | 1-0  | 1-1  | 1-0  | 2-0  | 3-0  | 1-0  | –––– | 0-0  | 0-1  | 4-2  | 1-1  | 3-0  | 1-0  | 0-0  | 2-1  | 1-1  |
| Lecce             | 1-0  | 1-0  | 2-2  | 3-0  | 1-0  | 2-2  | 1-0  | 2-1  | 2-1  | 1-0  | 2-0  | –––– | 2-0  | 2-0  | 1-0  | 0-0  | 1-0  | 1-1  | 0-1  | 1-1  |
| Messina           | 1-0  | 0-0  | 1-0  | 2-0  | 0-0  | 1-1  | 3-1  | 1-0  | 2-1  | 1-1  | 2-0  | 1-0  | –––– | 0-0  | 1-1  | 0-0  | 1-1  | 1-0  | 2-1  | 1-0  |
| Modena            | 1-1  | 1-1  | 1-0  | 1-0  | 1-0  | 1-0  | 1-0  | 1-1  | 1-1  | 0-0  | 1-1  | 1-0  | 1-1  | –––– | 1-1  | 2-1  | 0-1  | 0-4  | 2-0  | 0-0  |
| Parma             | 0-0  | 2-1  | 2-0  | 0-0  | 2-0  | 1-0  | 0-1  | 1-0  | 1-1  | 4-1  | 0-0  | 0-0  | 1-0  | 0-0  | –––– | 1-2  | 2-0  | 2-1  | 1-0  | 2-1  |
| Pescara           | 2-1  | 0-0  | 1-0  | 3-2  | 0-1  | 1-0  | 1-1  | 2-0  | 2-1  | 2-0  | 1-1  | 0-0  | 1-1  | 1-2  | 1-0  | –––– | 3-1  | 2-0  | 3-0  | 2-0  |
| Pisa              | 1-1  | 2-0  | 2-3  | 3-2  | 2-1  | 2-1  | 1-0  | 1-1  | 2-0  | 2-0  | 3-0  | 3-2  | 3-1  | 0-2  | 1-0  | 0-0  | –––– | 0-0  | 2-0  | 2-1  |
| Sambenedettese    | 0-0  | 0-2  | 1-2  | 1-1  | 1-0  | 1-0  | 0-0  | 2-0  | 2-2  | 2-1  | 1-0  | 2-1  | 2-0  | 3-1  | 0-0  | 1-2  | 0-2  | –––– | 1-1  | 1-0  |
| Taranto           | 3-1  | 1-1  | 1-1  | 1-1  | 4-2  | 1-1  | 0-1  | 3-1  | 3-0  | 1-0  | 1-1  | 2-2  | 1-1  | 1-0  | 3-0  | 1-0  | 1-1  | 0-0  | –––– | 0-0  |
| Triestina         | 1-1  | 1-1  | 1-0  | 3-0  | 2-1  | 0-1  | 3-0  | 1-0  | 0-0  | 1-0  | 1-0  | 0-0  | 1-1  | 1-1  | 1-1  | 3-1  | 0-0  | 1-0  | 2-1  | –––– |

### Calendario
| andata (1ª) | andata (1ª) | 1ª giornata          | ritorno (20ª) | ritorno (20ª) |
|             |             |                      |               |               |
| 14 set.     | 2-1         | Arezzo-Cagliari      | 0-0           | 8 feb.        |
| 14 set.     | 0-1         | Bologna-Catania      | 4-1           | 8 feb.        |
| 14 set.     | 1-0         | Cremonese-Triestina  | 0-1           | 8 feb.        |
| 14 set.     | 1-0         | L.R. Vicenza-Taranto | 0-1           | 8 feb.        |
| 14 set.     | 1-0         | Lecce-Campobasso     | 0-3           | 8 feb.        |
| 14 set.     | 0-0         | Messina-Bari         | 0-1           | 8 feb.        |
| 14 set.     | 0-0         | Parma-Lazio          | 1-1           | 8 feb.        |
| 14 set.     | 1-1         | Pescara-Cesena       | 0-2           | 8 feb.        |
| 14 set.     | 0-2         | Pisa-Modena          | 1-0           | 22 feb.       |
| 14 set.     | 2-2         | Sambenedettese-Genoa | 1-3           | 8 feb.        |

| andata (2ª) | andata (2ª) | 2ª giornata              | ritorno (21ª) | ritorno (21ª) |
|             |             |                          |               |               |
| 21 set.     | 0-0         | Bari-Parma               | 1-2           | 15 feb.       |
| 21 set.     | 1-3         | Cagliari-L.R. Vicenza    | 1-0           | 15 feb.       |
| 21 set.     | 1-1         | Campobasso-Bologna       | 1-1           | 15 feb.       |
| 21 set.     | 0-1         | Catania-Cremonese        | 1-1           | 15 feb.       |
| 21 set.     | 1-1         | Cesena-Arezzo            | 1-1           | 15 feb.       |
| 21 set.     | 2-1         | Genoa-Pescara            | 1-2           | 15 feb.       |
| 21 set.     | 0-1         | Lazio-Messina            | 0-2           | 15 feb.       |
| 21 set.     | 1-0         | Modena-Lecce             | 0-2           | 15 feb.       |
| 21 set.     | 1-1         | Taranto-Pisa             | 0-2           | 15 feb.       |
| 21 set.     | 1-0         | Triestina-Sambenedettese | 0-1           | 15 feb.       |

| andata (1ª) | andata (1ª) | 1ª giornata          | ritorno (20ª) | ritorno (20ª) |
|             |             |                      |               |               |
| 14 set.     | 2-1         | Arezzo-Cagliari      | 0-0           | 8 feb.        |
| 14 set.     | 0-1         | Bologna-Catania      | 4-1           | 8 feb.        |
| 14 set.     | 1-0         | Cremonese-Triestina  | 0-1           | 8 feb.        |
| 14 set.     | 1-0         | L.R. Vicenza-Taranto | 0-1           | 8 feb.        |
| 14 set.     | 1-0         | Lecce-Campobasso     | 0-3           | 8 feb.        |
| 14 set.     | 0-0         | Messina-Bari         | 0-1           | 8 feb.        |
| 14 set.     | 0-0         | Parma-Lazio          | 1-1           | 8 feb.        |
| 14 set.     | 1-1         | Pescara-Cesena       | 0-2           | 8 feb.        |
| 14 set.     | 0-2         | Pisa-Modena          | 1-0           | 22 feb.       |
| 14 set.     | 2-2         | Sambenedettese-Genoa | 1-3           | 8 feb.        |

| andata (2ª) | andata (2ª) | 2ª giornata              | ritorno (21ª) | ritorno (21ª) |
|             |             |                          |               |               |
| 21 set.     | 0-0         | Bari-Parma               | 1-2           | 15 feb.       |
| 21 set.     | 1-3         | Cagliari-L.R. Vicenza    | 1-0           | 15 feb.       |
| 21 set.     | 1-1         | Campobasso-Bologna       | 1-1           | 15 feb.       |
| 21 set.     | 0-1         | Catania-Cremonese        | 1-1           | 15 feb.       |
| 21 set.     | 1-1         | Cesena-Arezzo            | 1-1           | 15 feb.       |
| 21 set.     | 2-1         | Genoa-Pescara            | 1-2           | 15 feb.       |
| 21 set.     | 0-1         | Lazio-Messina            | 0-2           | 15 feb.       |
| 21 set.     | 1-0         | Modena-Lecce             | 0-2           | 15 feb.       |
| 21 set.     | 1-1         | Taranto-Pisa             | 0-2           | 15 feb.       |
| 21 set.     | 1-0         | Triestina-Sambenedettese | 0-1           | 15 feb.       |

| andata (3ª) | andata (3ª) | 3ª giornata           | ritorno (22ª) | ritorno (22ª) |
|             |             |                       |               |               |
| 28 set.     | 0-1         | Arezzo-Bari           | 1-2           | 1º mar.       |
| 28 set.     | 0-0         | Bologna-Genoa         | 1-1           | 1º mar.       |
| 28 set.     | 1-0         | Cremonese-Taranto     | 1-3           | 1º mar.       |
| 28 set.     | 3-0         | L.R. Vicenza-Modena   | 0-0           | 1º mar.       |
| 28 set.     | 1-1         | Lecce-Triestina       | 0-0           | 1º mar.       |
| 28 set.     | 2-0         | Messina-Cagliari      | 0-0           | 1º mar.       |
| 28 set.     | 2-0         | Parma-Campobasso      | 0-0           | 1º mar.       |
| 28 set.     | 1-1         | Pescara-Lazio         | 0-3           | 1º mar.       |
| 28 set.     | 2-1         | Pisa-Catania          | 0-0           | 1º mar.       |
| 28 set.     | 0-0         | Sambenedettese-Cesena | 0-2           | 1º mar.       |

| andata (4ª) | andata (4ª) | 4ª giornata               | ritorno (23ª) | ritorno (23ª) |
|             |             |                           |               |               |
| 5 ott.      | 1-0         | Bari-Pisa                 | 0-2           | 8 mar.        |
| 5 ott.      | 0-0         | Cagliari-Pescara          | 2-3           | 1º apr.       |
| 5 ott.      | 0-0         | Campobasso-Sambenedettese | 0-1           | 8 mar.        |
| 5 ott.      | 1-1         | Catania-Lecce             | 2-2           | 9 mar.        |
| 5 ott.      | 1-2         | Cesena-Cremonese          | 0-0           | 8 mar.        |
| 5 ott.      | 0-0         | Genoa-Arezzo              | 0-2           | 8 mar.        |
| 5 ott.      | 2-1         | Lazio-Bologna             | 0-1           | 8 mar.        |
| 5 ott.      | 1-1         | Modena-Parma              | 0-0           | 8 mar.        |
| 5 ott.      | 1-1         | Taranto-Messina           | 1-2           | 8 mar.        |
| 5 ott.      | 1-0         | Triestina-L.R. Vicenza    | 0-0           | 8 mar.        |

| andata (3ª) | andata (3ª) | 3ª giornata           | ritorno (22ª) | ritorno (22ª) |
|             |             |                       |               |               |
| 28 set.     | 0-1         | Arezzo-Bari           | 1-2           | 1º mar.       |
| 28 set.     | 0-0         | Bologna-Genoa         | 1-1           | 1º mar.       |
| 28 set.     | 1-0         | Cremonese-Taranto     | 1-3           | 1º mar.       |
| 28 set.     | 3-0         | L.R. Vicenza-Modena   | 0-0           | 1º mar.       |
| 28 set.     | 1-1         | Lecce-Triestina       | 0-0           | 1º mar.       |
| 28 set.     | 2-0         | Messina-Cagliari      | 0-0           | 1º mar.       |
| 28 set.     | 2-0         | Parma-Campobasso      | 0-0           | 1º mar.       |
| 28 set.     | 1-1         | Pescara-Lazio         | 0-3           | 1º mar.       |
| 28 set.     | 2-1         | Pisa-Catania          | 0-0           | 1º mar.       |
| 28 set.     | 0-0         | Sambenedettese-Cesena | 0-2           | 1º mar.       |

| andata (4ª) | andata (4ª) | 4ª giornata               | ritorno (23ª) | ritorno (23ª) |
|             |             |                           |               |               |
| 5 ott.      | 1-0         | Bari-Pisa                 | 0-2           | 8 mar.        |
| 5 ott.      | 0-0         | Cagliari-Pescara          | 2-3           | 1º apr.       |
| 5 ott.      | 0-0         | Campobasso-Sambenedettese | 0-1           | 8 mar.        |
| 5 ott.      | 1-1         | Catania-Lecce             | 2-2           | 9 mar.        |
| 5 ott.      | 1-2         | Cesena-Cremonese          | 0-0           | 8 mar.        |
| 5 ott.      | 0-0         | Genoa-Arezzo              | 0-2           | 8 mar.        |
| 5 ott.      | 2-1         | Lazio-Bologna             | 0-1           | 8 mar.        |
| 5 ott.      | 1-1         | Modena-Parma              | 0-0           | 8 mar.        |
| 5 ott.      | 1-1         | Taranto-Messina           | 1-2           | 8 mar.        |
| 5 ott.      | 1-0         | Triestina-L.R. Vicenza    | 0-0           | 8 mar.        |

| andata (5ª) | andata (5ª) | 5ª giornata             | ritorno (24ª) | ritorno (24ª) |
|             |             |                         |               |               |
| 12 ott.     | 1-0         | Arezzo-Campobasso       | 0-1           | 15 mar.       |
| 12 ott.     | 1-0         | Bologna-Triestina       | 0-1           | 15 mar.       |
| 12 ott.     | 0-0         | Catania-Modena          | 0-1           | 15 mar.       |
| 12 ott.     | 0-0         | Cremonese-Lazio         | 0-2           | 15 mar.       |
| 12 ott.     | 1-1         | L.R. Vicenza-Genoa      | 0-2           | 15 mar.       |
| 12 ott.     | 1-0         | Lecce-Bari              | 0-2           | 15 mar.       |
| 12 ott.     | 1-0         | Parma-Messina           | 1-1           | 15 mar.       |
| 12 ott.     | 3-0         | Pescara-Taranto         | 0-1           | 15 mar.       |
| 12 ott.     | 1-0         | Pisa-Cesena             | 0-1           | 15 mar.       |
| 12 ott.     | 1-1         | Sambenedettese-Cagliari | 0-1           | 15 mar.       |

| andata (6ª) | andata (6ª) | 6ª giornata          | ritorno (25ª) | ritorno (25ª) |
|             |             |                      |               |               |
| 19 ott.     | 1-1         | Bari-Triestina       | 1-1           | 22 mar.       |
| 19 ott.     | 1-1         | Bologna-L.R. Vicenza | 2-2           | 22 mar.       |
| 19 ott.     | 2-2         | Cagliari-Cremonese   | 0-2           | 22 mar.       |
| 19 ott.     | 4-2         | Genoa-Campobasso     | 0-0           | 22 mar.       |
| 19 ott.     | 1-1         | Lazio-Catania        | 0-1           | 22 mar.       |
| 19 ott.     | 3-1         | Messina-Cesena       | 0-2           | 22 mar.       |
| 19 ott.     | 1-1         | Modena-Arezzo        | 2-2           | 22 mar.       |
| 19 ott.     | 0-0         | Pescara-Lecce        | 0-0           | 22 mar.       |
| 19 ott.     | 0-0         | Pisa-Sambenedettese  | 2-0           | 22 mar.       |
| 19 ott.     | 3-0         | Taranto-Parma        | 0-1           | 22 mar.       |

| andata (5ª) | andata (5ª) | 5ª giornata             | ritorno (24ª) | ritorno (24ª) |
|             |             |                         |               |               |
| 12 ott.     | 1-0         | Arezzo-Campobasso       | 0-1           | 15 mar.       |
| 12 ott.     | 1-0         | Bologna-Triestina       | 0-1           | 15 mar.       |
| 12 ott.     | 0-0         | Catania-Modena          | 0-1           | 15 mar.       |
| 12 ott.     | 0-0         | Cremonese-Lazio         | 0-2           | 15 mar.       |
| 12 ott.     | 1-1         | L.R. Vicenza-Genoa      | 0-2           | 15 mar.       |
| 12 ott.     | 1-0         | Lecce-Bari              | 0-2           | 15 mar.       |
| 12 ott.     | 1-0         | Parma-Messina           | 1-1           | 15 mar.       |
| 12 ott.     | 3-0         | Pescara-Taranto         | 0-1           | 15 mar.       |
| 12 ott.     | 1-0         | Pisa-Cesena             | 0-1           | 15 mar.       |
| 12 ott.     | 1-1         | Sambenedettese-Cagliari | 0-1           | 15 mar.       |

| andata (6ª) | andata (6ª) | 6ª giornata          | ritorno (25ª) | ritorno (25ª) |
|             |             |                      |               |               |
| 19 ott.     | 1-1         | Bari-Triestina       | 1-1           | 22 mar.       |
| 19 ott.     | 1-1         | Bologna-L.R. Vicenza | 2-2           | 22 mar.       |
| 19 ott.     | 2-2         | Cagliari-Cremonese   | 0-2           | 22 mar.       |
| 19 ott.     | 4-2         | Genoa-Campobasso     | 0-0           | 22 mar.       |
| 19 ott.     | 1-1         | Lazio-Catania        | 0-1           | 22 mar.       |
| 19 ott.     | 3-1         | Messina-Cesena       | 0-2           | 22 mar.       |
| 19 ott.     | 1-1         | Modena-Arezzo        | 2-2           | 22 mar.       |
| 19 ott.     | 0-0         | Pescara-Lecce        | 0-0           | 22 mar.       |
| 19 ott.     | 0-0         | Pisa-Sambenedettese  | 2-0           | 22 mar.       |
| 19 ott.     | 3-0         | Taranto-Parma        | 0-1           | 22 mar.       |

| andata (7ª) | andata (7ª) | 7ª giornata            | ritorno (26ª) | ritorno (26ª) |
|             |             |                        |               |               |
| 26 ott.     | 1-1         | Arezzo-Messina         | 0-1           | 29 mar.       |
| 26 ott.     | 1-1         | Bari-Pescara           | 0-0           | 29 mar.       |
| 26 ott.     | 0-1         | Campobasso-Lazio       | 0-1           | 29 mar.       |
| 26 ott.     | 1-0         | Catania-Sambenedettese | 0-1           | 29 mar.       |
| 26 ott.     | 1-0         | Cesena-Taranto         | 1-0           | 29 mar.       |
| 26 ott.     | 1-1         | Cremonese-Genoa        | 1-1           | 29 mar.       |
| 26 ott.     | 2-0         | L.R. Vicenza-Pisa      | 0-2           | 29 mar.       |
| 26 ott.     | 2-2         | Lecce-Bologna          | 1-1           | 29 mar.       |
| 26 ott.     | 0-0         | Parma-Cagliari         | 1-1           | 29 mar.       |
| 26 ott.     | 1-1         | Triestina-Modena       | 0-0           | 29 mar.       |

| andata (8ª) | andata (8ª) | 8ª giornata                 | ritorno (27ª) | ritorno (27ª) |
|             |             |                             |               |               |
| 2 nov.      | 2-2         | Bologna-Arezzo              | 0-2           | 5 apr.        |
| 2 nov.      | 1-0         | Cagliari-Campobasso         | 0-2           | 5 apr.        |
| 2 nov.      | 1-0         | Genoa-Triestina             | 0-0           | 5 apr.        |
| 2 nov.      | 3-0         | Lazio-Bari                  | 1-1           | 5 apr.        |
| 2 nov.      | 1-0         | Messina-Cremonese           | 0-1           | 5 apr.        |
| 2 nov.      | 1-0         | Modena-Cesena               | 1-1           | 5 apr.        |
| 2 nov.      | 1-0         | Pescara-Catania             | 0-1           | 5 apr.        |
| 2 nov.      | 1-0         | Pisa-Parma                  | 0-2           | 5 apr.        |
| 2 nov.      | 2-1         | Sambenedettese-L.R. Vicenza | 0-0           | 5 apr.        |
| 2 nov.      | 2-2         | Taranto-Lecce               | 1-0           | 5 apr.        |

| andata (7ª) | andata (7ª) | 7ª giornata            | ritorno (26ª) | ritorno (26ª) |
|             |             |                        |               |               |
| 26 ott.     | 1-1         | Arezzo-Messina         | 0-1           | 29 mar.       |
| 26 ott.     | 1-1         | Bari-Pescara           | 0-0           | 29 mar.       |
| 26 ott.     | 0-1         | Campobasso-Lazio       | 0-1           | 29 mar.       |
| 26 ott.     | 1-0         | Catania-Sambenedettese | 0-1           | 29 mar.       |
| 26 ott.     | 1-0         | Cesena-Taranto         | 1-0           | 29 mar.       |
| 26 ott.     | 1-1         | Cremonese-Genoa        | 1-1           | 29 mar.       |
| 26 ott.     | 2-0         | L.R. Vicenza-Pisa      | 0-2           | 29 mar.       |
| 26 ott.     | 2-2         | Lecce-Bologna          | 1-1           | 29 mar.       |
| 26 ott.     | 0-0         | Parma-Cagliari         | 1-1           | 29 mar.       |
| 26 ott.     | 1-1         | Triestina-Modena       | 0-0           | 29 mar.       |

| andata (8ª) | andata (8ª) | 8ª giornata                 | ritorno (27ª) | ritorno (27ª) |
|             |             |                             |               |               |
| 2 nov.      | 2-2         | Bologna-Arezzo              | 0-2           | 5 apr.        |
| 2 nov.      | 1-0         | Cagliari-Campobasso         | 0-2           | 5 apr.        |
| 2 nov.      | 1-0         | Genoa-Triestina             | 0-0           | 5 apr.        |
| 2 nov.      | 3-0         | Lazio-Bari                  | 1-1           | 5 apr.        |
| 2 nov.      | 1-0         | Messina-Cremonese           | 0-1           | 5 apr.        |
| 2 nov.      | 1-0         | Modena-Cesena               | 1-1           | 5 apr.        |
| 2 nov.      | 1-0         | Pescara-Catania             | 0-1           | 5 apr.        |
| 2 nov.      | 1-0         | Pisa-Parma                  | 0-2           | 5 apr.        |
| 2 nov.      | 2-1         | Sambenedettese-L.R. Vicenza | 0-0           | 5 apr.        |
| 2 nov.      | 2-2         | Taranto-Lecce               | 1-0           | 5 apr.        |

| andata (9ª) | andata (9ª) | 9ª giornata          | ritorno (28ª) | ritorno (28ª) |
|             |             |                      |               |               |
| 9 nov.      | 1-1         | Arezzo-Parma         | 0-0           | 12 apr.       |
| 9 nov.      | 0-1         | Bari-Cagliari        | 2-2           | 12 apr.       |
| 9 nov.      | 0-0         | Campobasso-Pisa      | 1-2           | 12 apr.       |
| 9 nov.      | 1-1         | Cesena-Lazio         | 0-1           | 12 apr.       |
| 9 nov.      | 1-0         | Cremonese-Bologna    | 2-0           | 12 apr.       |
| 9 nov.      | 2-1         | L.R. Vicenza-Catania | 2-1           | 12 apr.       |
| 9 nov.      | 1-1         | Lecce-Sambenedettese | 1-2           | 12 apr.       |
| 9 nov.      | 2-1         | Messina-Genoa        | 0-1           | 12 apr.       |
| 9 nov.      | 2-0         | Modena-Taranto       | 0-1           | 12 apr.       |
| 9 nov.      | 3-1         | Triestina-Pescara    | 0-2           | 12 apr.       |

| andata (10ª) | andata (10ª) | 10ª giornata          | ritorno (29ª) | ritorno (29ª) |
|              |              |                       |               |               |
| 16 nov.      | 1-1          | Bologna-Messina       | 0-1           | 18 apr.       |
| 16 nov.      | 3-1          | Cagliari-Cesena       | 0-1           | 18 apr.       |
| 16 nov.      | 1-1          | Catania-Campobasso    | 0-4           | 18 apr.       |
| 16 nov.      | 0-0          | L.R. Vicenza-Bari     | 0-1           | 18 apr.       |
| 16 nov.      | 4-2          | Lazio-Modena          | 1-1           | 18 apr.       |
| 16 nov.      | 0-0          | Parma-Lecce           | 0-1           | 18 apr.       |
| 16 nov.      | 2-0          | Pescara-Cremonese     | 2-2           | 18 apr.       |
| 16 nov.      | 2-0          | Pisa-Genoa            | 1-1           | 18 apr.       |
| 16 nov.      | 0-0          | Sambenedettese-Arezzo | 0-1           | 18 apr.       |
| 16 nov.      | 0-0          | Taranto-Triestina     | 1-2           | 18 apr.       |

| andata (9ª) | andata (9ª) | 9ª giornata          | ritorno (28ª) | ritorno (28ª) |
|             |             |                      |               |               |
| 9 nov.      | 1-1         | Arezzo-Parma         | 0-0           | 12 apr.       |
| 9 nov.      | 0-1         | Bari-Cagliari        | 2-2           | 12 apr.       |
| 9 nov.      | 0-0         | Campobasso-Pisa      | 1-2           | 12 apr.       |
| 9 nov.      | 1-1         | Cesena-Lazio         | 0-1           | 12 apr.       |
| 9 nov.      | 1-0         | Cremonese-Bologna    | 2-0           | 12 apr.       |
| 9 nov.      | 2-1         | L.R. Vicenza-Catania | 2-1           | 12 apr.       |
| 9 nov.      | 1-1         | Lecce-Sambenedettese | 1-2           | 12 apr.       |
| 9 nov.      | 2-1         | Messina-Genoa        | 0-1           | 12 apr.       |
| 9 nov.      | 2-0         | Modena-Taranto       | 0-1           | 12 apr.       |
| 9 nov.      | 3-1         | Triestina-Pescara    | 0-2           | 12 apr.       |

| andata (10ª) | andata (10ª) | 10ª giornata          | ritorno (29ª) | ritorno (29ª) |
|              |              |                       |               |               |
| 16 nov.      | 1-1          | Bologna-Messina       | 0-1           | 18 apr.       |
| 16 nov.      | 3-1          | Cagliari-Cesena       | 0-1           | 18 apr.       |
| 16 nov.      | 1-1          | Catania-Campobasso    | 0-4           | 18 apr.       |
| 16 nov.      | 0-0          | L.R. Vicenza-Bari     | 0-1           | 18 apr.       |
| 16 nov.      | 4-2          | Lazio-Modena          | 1-1           | 18 apr.       |
| 16 nov.      | 0-0          | Parma-Lecce           | 0-1           | 18 apr.       |
| 16 nov.      | 2-0          | Pescara-Cremonese     | 2-2           | 18 apr.       |
| 16 nov.      | 2-0          | Pisa-Genoa            | 1-1           | 18 apr.       |
| 16 nov.      | 0-0          | Sambenedettese-Arezzo | 0-1           | 18 apr.       |
| 16 nov.      | 0-0          | Taranto-Triestina     | 1-2           | 18 apr.       |

| andata (11ª) | andata (11ª) | 11ª giornata             | ritorno (30ª) | ritorno (30ª) |
|              |              |                          |               |               |
| 23 nov.      | 0-0          | Bari-Bologna             | 2-2           | 26 apr.       |
| 23 nov.      | 1-0          | Campobasso-Pescara       | 1-0           | 26 apr.       |
| 23 nov.      | 2-0          | Cesena-L.R. Vicenza      | 2-2           | 26 apr.       |
| 23 nov.      | 1-0          | Cremonese-Sambenedettese | 0-2           | 26 apr.       |
| 23 nov.      | 3-0          | Genoa-Modena             | 1-1           | 26 apr.       |
| 23 nov.      | 2-1          | Lazio-Taranto            | 1-1           | 26 apr.       |
| 23 nov.      | 1-0          | Lecce-Arezzo             | 2-0           | 26 apr.       |
| 23 nov.      | 1-1          | Messina-Pisa             | 1-3           | 26 apr.       |
| 23 nov.      | 1-0          | Parma-Catania            | 0-0           | 26 apr.       |
| 23 nov.      | 3-0          | Triestina-Cagliari       | 0-0           | 26 apr.       |

| andata (12ª) | andata (12ª) | 12ª giornata         | ritorno (31ª) | ritorno (31ª) |
|              |              |                      |               |               |
| 30 nov.      | 0-0          | Arezzo-Cremonese     | 0-2           | 3 mag.        |
| 30 nov.      | 0-0          | Bologna-Parma        | 0-2           | 3 mag.        |
| 30 nov.      | 1-0          | Cagliari-Taranto     | 1-1           | 3 mag.        |
| 30 nov.      | 1-1          | Campobasso-Cesena    | 1-1           | 3 mag.        |
| 1º dic.      | 1-1          | Catania-Genoa        | 0-2           | 3 mag.        |
| 30 nov.      | 1-3          | L.R. Vicenza-Pescara | 0-2           | 3 mag.        |
| 30 nov.      | 1-0          | Lecce-Pisa           | 2-3           | 3 mag.        |
| 30 nov.      | 1-1          | Modena-Bari          | 0-3           | 3 mag.        |
| 30 nov.      | 1-0          | Sambenedettese-Lazio | 0-0           | 3 mag.        |
| 30 nov.      | 1-1          | Triestina-Messina    | 0-1           | 3 mag.        |

| andata (11ª) | andata (11ª) | 11ª giornata             | ritorno (30ª) | ritorno (30ª) |
|              |              |                          |               |               |
| 23 nov.      | 0-0          | Bari-Bologna             | 2-2           | 26 apr.       |
| 23 nov.      | 1-0          | Campobasso-Pescara       | 1-0           | 26 apr.       |
| 23 nov.      | 2-0          | Cesena-L.R. Vicenza      | 2-2           | 26 apr.       |
| 23 nov.      | 1-0          | Cremonese-Sambenedettese | 0-2           | 26 apr.       |
| 23 nov.      | 3-0          | Genoa-Modena             | 1-1           | 26 apr.       |
| 23 nov.      | 2-1          | Lazio-Taranto            | 1-1           | 26 apr.       |
| 23 nov.      | 1-0          | Lecce-Arezzo             | 2-0           | 26 apr.       |
| 23 nov.      | 1-1          | Messina-Pisa             | 1-3           | 26 apr.       |
| 23 nov.      | 1-0          | Parma-Catania            | 0-0           | 26 apr.       |
| 23 nov.      | 3-0          | Triestina-Cagliari       | 0-0           | 26 apr.       |

| andata (12ª) | andata (12ª) | 12ª giornata         | ritorno (31ª) | ritorno (31ª) |
|              |              |                      |               |               |
| 30 nov.      | 0-0          | Arezzo-Cremonese     | 0-2           | 3 mag.        |
| 30 nov.      | 0-0          | Bologna-Parma        | 0-2           | 3 mag.        |
| 30 nov.      | 1-0          | Cagliari-Taranto     | 1-1           | 3 mag.        |
| 30 nov.      | 1-1          | Campobasso-Cesena    | 1-1           | 3 mag.        |
| 1º dic.      | 1-1          | Catania-Genoa        | 0-2           | 3 mag.        |
| 30 nov.      | 1-3          | L.R. Vicenza-Pescara | 0-2           | 3 mag.        |
| 30 nov.      | 1-0          | Lecce-Pisa           | 2-3           | 3 mag.        |
| 30 nov.      | 1-1          | Modena-Bari          | 0-3           | 3 mag.        |
| 30 nov.      | 1-0          | Sambenedettese-Lazio | 0-0           | 3 mag.        |
| 30 nov.      | 1-1          | Triestina-Messina    | 0-1           | 3 mag.        |

| andata (13ª) | andata (13ª) | 13ª giornata           | ritorno (32ª) | ritorno (32ª) |
|              |              |                        |               |               |
| 7 dic.       | 0-0          | Cagliari-Bologna       | 0-3           | 10 mag.       |
| 7 dic.       | 1-0          | Cesena-Bari            | 0-1           | 10 mag.       |
| 7 dic.       | 1-0          | Cremonese-Campobasso   | 0-0           | 10 mag.       |
| 7 dic.       | 3-2          | Genoa-Lecce            | 1-2           | 10 mag.       |
| 7 dic.       | 1-1          | Lazio-Triestina        | 0-1           | 10 mag.       |
| 7 dic.       | 0-0          | Messina-Modena         | 1-1           | 10 mag.       |
| 7 dic.       | 4-1          | Parma-L.R. Vicenza     | 0-2           | 10 mag.       |
| 7 dic.       | 2-0          | Pescara-Sambenedettese | 2-1           | 10 mag.       |
| 7 dic.       | 1-1          | Pisa-Arezzo            | 0-0           | 10 mag.       |
| 7 dic.       | 1-1          | Taranto-Catania        | 2-1           | 10 mag.       |

| andata (14ª) | andata (14ª) | 14ª giornata         | ritorno (33ª) | ritorno (33ª) |
|              |              |                      |               |               |
| 14 dic.      | 1-1          | Arezzo-Lazio         | 1-0           | 17 mag.       |
| 14 dic.      | 1-1          | Bari-Cremonese       | 0-0           | 17 mag.       |
| 14 dic.      | 0-0          | Bologna-Pisa         | 3-2           | 17 mag.       |
| 14 dic.      | 1-1          | Campobasso-Taranto   | 2-4           | 17 mag.       |
| 14 dic.      | 1-0          | Catania-Messina      | 1-1           | 17 mag.       |
| 14 dic.      | 2-0          | Genoa-Cagliari       | 2-2           | 17 mag.       |
| 14 dic.      | 1-0          | Lecce-L.R. Vicenza   | 0-1           | 17 mag.       |
| 14 dic.      | 2-1          | Modena-Pescara       | 2-1           | 17 mag.       |
| 14 dic.      | 0-0          | Sambenedettese-Parma | 1-2           | 17 mag.       |
| 14 dic.      | 3-0          | Triestina-Cesena     | 0-0           | 17 mag.       |

| andata (13ª) | andata (13ª) | 13ª giornata           | ritorno (32ª) | ritorno (32ª) |
|              |              |                        |               |               |
| 7 dic.       | 0-0          | Cagliari-Bologna       | 0-3           | 10 mag.       |
| 7 dic.       | 1-0          | Cesena-Bari            | 0-1           | 10 mag.       |
| 7 dic.       | 1-0          | Cremonese-Campobasso   | 0-0           | 10 mag.       |
| 7 dic.       | 3-2          | Genoa-Lecce            | 1-2           | 10 mag.       |
| 7 dic.       | 1-1          | Lazio-Triestina        | 0-1           | 10 mag.       |
| 7 dic.       | 0-0          | Messina-Modena         | 1-1           | 10 mag.       |
| 7 dic.       | 4-1          | Parma-L.R. Vicenza     | 0-2           | 10 mag.       |
| 7 dic.       | 2-0          | Pescara-Sambenedettese | 2-1           | 10 mag.       |
| 7 dic.       | 1-1          | Pisa-Arezzo            | 0-0           | 10 mag.       |
| 7 dic.       | 1-1          | Taranto-Catania        | 2-1           | 10 mag.       |

| andata (14ª) | andata (14ª) | 14ª giornata         | ritorno (33ª) | ritorno (33ª) |
|              |              |                      |               |               |
| 14 dic.      | 1-1          | Arezzo-Lazio         | 1-0           | 17 mag.       |
| 14 dic.      | 1-1          | Bari-Cremonese       | 0-0           | 17 mag.       |
| 14 dic.      | 0-0          | Bologna-Pisa         | 3-2           | 17 mag.       |
| 14 dic.      | 1-1          | Campobasso-Taranto   | 2-4           | 17 mag.       |
| 14 dic.      | 1-0          | Catania-Messina      | 1-1           | 17 mag.       |
| 14 dic.      | 2-0          | Genoa-Cagliari       | 2-2           | 17 mag.       |
| 14 dic.      | 1-0          | Lecce-L.R. Vicenza   | 0-1           | 17 mag.       |
| 14 dic.      | 2-1          | Modena-Pescara       | 2-1           | 17 mag.       |
| 14 dic.      | 0-0          | Sambenedettese-Parma | 1-2           | 17 mag.       |
| 14 dic.      | 3-0          | Triestina-Cesena     | 0-0           | 17 mag.       |

| andata (15ª) | andata (15ª) | 15ª giornata            | ritorno (34ª) | ritorno (34ª) |
|              |              |                         |               |               |
| 21 dic.      | 0-1          | Cagliari-Lazio          | 0-1           | 24 mag.       |
| 21 dic.      | 1-0          | Catania-Arezzo          | 0-0           | 24 mag.       |
| 21 dic.      | 3-0          | Cesena-Lecce            | 0-1           | 24 mag.       |
| 21 dic.      | 3-0          | Cremonese-Modena        | 1-1           | 24 mag.       |
| 21 dic.      | 1-1          | L.R. Vicenza-Campobasso | 0-2           | 24 mag.       |
| 21 dic.      | 1-1          | Parma-Genoa             | 1-1           | 24 mag.       |
| 21 dic.      | 1-1          | Pescara-Messina         | 0-0           | 24 mag.       |
| 21 dic.      | 2-1          | Pisa-Triestina          | 0-0           | 24 mag.       |
| 21 dic.      | 1-2          | Sambenedettese-Bologna  | 1-3           | 24 mag.       |
| 21 dic.      | 1-1          | Taranto-Bari            | 0-1           | 24 mag.       |

| andata (16ª) | andata (16ª) | 16ª giornata           | ritorno (35ª) | ritorno (35ª) |
|              |              |                        |               |               |
| 4 gen.       | 0-0          | Arezzo-L.R. Vicenza    | 2-2           | 31 mag.       |
| 4 gen.       | 1-1          | Bari-Catania           | 0-1           | 31 mag.       |
| 4 gen.       | 1-0          | Cesena-Parma           | 1-0           | 31 mag.       |
| 4 gen.       | 0-0          | Cremonese-Lecce        | 1-2           | 31 mag.       |
| 4 gen.       | 3-0          | Lazio-Genoa            | 0-2           | 31 mag.       |
| 4 gen.       | 1-0          | Messina-Sambenedettese | 0-2           | 31 mag.       |
| 4 gen.       | 1-0          | Modena-Cagliari        | 2-4           | 31 mag.       |
| 4 gen.       | 3-1          | Pescara-Pisa           | 0-0           | 31 mag.       |
| 4 gen.       | 1-1          | Taranto-Bologna        | 0-1           | 31 mag.       |
| 4 gen.       | 2-1          | Triestina-Campobasso   | 3-3           | 31 mag.       |

| andata (15ª) | andata (15ª) | 15ª giornata            | ritorno (34ª) | ritorno (34ª) |
|              |              |                         |               |               |
| 21 dic.      | 0-1          | Cagliari-Lazio          | 0-1           | 24 mag.       |
| 21 dic.      | 1-0          | Catania-Arezzo          | 0-0           | 24 mag.       |
| 21 dic.      | 3-0          | Cesena-Lecce            | 0-1           | 24 mag.       |
| 21 dic.      | 3-0          | Cremonese-Modena        | 1-1           | 24 mag.       |
| 21 dic.      | 1-1          | L.R. Vicenza-Campobasso | 0-2           | 24 mag.       |
| 21 dic.      | 1-1          | Parma-Genoa             | 1-1           | 24 mag.       |
| 21 dic.      | 1-1          | Pescara-Messina         | 0-0           | 24 mag.       |
| 21 dic.      | 2-1          | Pisa-Triestina          | 0-0           | 24 mag.       |
| 21 dic.      | 1-2          | Sambenedettese-Bologna  | 1-3           | 24 mag.       |
| 21 dic.      | 1-1          | Taranto-Bari            | 0-1           | 24 mag.       |

| andata (16ª) | andata (16ª) | 16ª giornata           | ritorno (35ª) | ritorno (35ª) |
|              |              |                        |               |               |
| 4 gen.       | 0-0          | Arezzo-L.R. Vicenza    | 2-2           | 31 mag.       |
| 4 gen.       | 1-1          | Bari-Catania           | 0-1           | 31 mag.       |
| 4 gen.       | 1-0          | Cesena-Parma           | 1-0           | 31 mag.       |
| 4 gen.       | 0-0          | Cremonese-Lecce        | 1-2           | 31 mag.       |
| 4 gen.       | 3-0          | Lazio-Genoa            | 0-2           | 31 mag.       |
| 4 gen.       | 1-0          | Messina-Sambenedettese | 0-2           | 31 mag.       |
| 4 gen.       | 1-0          | Modena-Cagliari        | 2-4           | 31 mag.       |
| 4 gen.       | 3-1          | Pescara-Pisa           | 0-0           | 31 mag.       |
| 4 gen.       | 1-1          | Taranto-Bologna        | 0-1           | 31 mag.       |
| 4 gen.       | 2-1          | Triestina-Campobasso   | 3-3           | 31 mag.       |

| andata (17ª) | andata (17ª) | 17ª giornata          | ritorno (36ª) | ritorno (36ª) |
|              |              |                       |               |               |
| 11 gen.      | 3-1          | Arezzo-Taranto        | 1-3           | 7 giu.        |
| 1º feb.      | 0-1          | Bologna-Pescara       | 0-1           | 7 giu.        |
| 11 gen.      | 1-0          | Campobasso-Bari       | 1-2           | 7 giu.        |
| 11 gen.      | 0-0          | Catania-Triestina     | 1-0           | 7 giu.        |
| 11 gen.      | 1-1          | Genoa-Cesena          | 0-3           | 7 giu.        |
| 1º feb.      | 1-0          | L.R. Vicenza-Messina  | 1-1           | 7 giu.        |
| 11 gen.      | 2-0          | Lecce-Lazio           | 0-0           | 7 giu.        |
| 1º feb.      | 1-0          | Parma-Cremonese       | 1-2           | 7 giu.        |
| 11 gen.      | 3-2          | Pisa-Cagliari         | 1-2           | 7 giu.        |
| 11 gen.      | 3-1          | Sambenedettese-Modena | 4-0           | 7 giu.        |

| andata (18ª) | andata (18ª) | 18ª giornata           | ritorno (37ª) | ritorno (37ª) |
|              |              |                        |               |               |
| 18 gen.      | 0-0          | Bari-Genoa             | 0-2           | 14 giu.       |
| 18 gen.      | 3-1          | Cagliari-Catania       | 0-0           | 14 giu.       |
| 18 gen.      | 1-0          | Cesena-Bologna         | 1-2           | 14 giu.       |
| 18 gen.      | 2-1          | Cremonese-L.R. Vicenza | 0-0           | 14 giu.       |
| 18 gen.      | 1-0          | Lazio-Pisa             | 0-3           | 14 giu.       |
| 18 gen.      | 1-0          | Messina-Lecce          | 0-2           | 14 giu.       |
| 18 gen.      | 1-0          | Modena-Campobasso      | 1-2           | 14 giu.       |
| 18 gen.      | 2-1          | Pescara-Arezzo         | 1-1           | 14 giu.       |
| 18 gen.      | 0-0          | Taranto-Sambenedettese | 1-1           | 14 giu.       |
| 18 gen.      | 1-1          | Triestina-Parma        | 1-2           | 14 giu.       |

| andata (17ª) | andata (17ª) | 17ª giornata          | ritorno (36ª) | ritorno (36ª) |
|              |              |                       |               |               |
| 11 gen.      | 3-1          | Arezzo-Taranto        | 1-3           | 7 giu.        |
| 1º feb.      | 0-1          | Bologna-Pescara       | 0-1           | 7 giu.        |
| 11 gen.      | 1-0          | Campobasso-Bari       | 1-2           | 7 giu.        |
| 11 gen.      | 0-0          | Catania-Triestina     | 1-0           | 7 giu.        |
| 11 gen.      | 1-1          | Genoa-Cesena          | 0-3           | 7 giu.        |
| 1º feb.      | 1-0          | L.R. Vicenza-Messina  | 1-1           | 7 giu.        |
| 11 gen.      | 2-0          | Lecce-Lazio           | 0-0           | 7 giu.        |
| 1º feb.      | 1-0          | Parma-Cremonese       | 1-2           | 7 giu.        |
| 11 gen.      | 3-2          | Pisa-Cagliari         | 1-2           | 7 giu.        |
| 11 gen.      | 3-1          | Sambenedettese-Modena | 4-0           | 7 giu.        |

| andata (18ª) | andata (18ª) | 18ª giornata           | ritorno (37ª) | ritorno (37ª) |
|              |              |                        |               |               |
| 18 gen.      | 0-0          | Bari-Genoa             | 0-2           | 14 giu.       |
| 18 gen.      | 3-1          | Cagliari-Catania       | 0-0           | 14 giu.       |
| 18 gen.      | 1-0          | Cesena-Bologna         | 1-2           | 14 giu.       |
| 18 gen.      | 2-1          | Cremonese-L.R. Vicenza | 0-0           | 14 giu.       |
| 18 gen.      | 1-0          | Lazio-Pisa             | 0-3           | 14 giu.       |
| 18 gen.      | 1-0          | Messina-Lecce          | 0-2           | 14 giu.       |
| 18 gen.      | 1-0          | Modena-Campobasso      | 1-2           | 14 giu.       |
| 18 gen.      | 2-1          | Pescara-Arezzo         | 1-1           | 14 giu.       |
| 18 gen.      | 0-0          | Taranto-Sambenedettese | 1-1           | 14 giu.       |
| 18 gen.      | 1-1          | Triestina-Parma        | 1-2           | 14 giu.       |

| \| andata (19ª) \| andata (19ª) \| 19ª giornata \| ritorno (38ª) \| ritorno (38ª) \| \| \| \| \| \| \| \| 25 gen. \| 0-0 \| Arezzo-Triestina \| 1-1 \| 21 giu. \| \| 25 gen. \| 4-1 \| Bologna-Modena \| 0-1 \| 21 giu. \| \| 25 gen. \| 0-0 \| Campobasso-Messina \| 0-0 \| 21 giu. \| \| 25 gen. \| 0-0 \| Catania-Cesena \| 1-2 \| 21 giu. \| \| 25 gen. \| 0-0 \| Genoa-Taranto \| 0-3 \| 21 giu. \| \| 25 gen. \| 0-0 \| L.R. Vicenza-Lazio \| 0-1 \| 21 giu. \| \| 25 gen. \| 3-0 \| Lecce-Cagliari \| 1-0 \| 21 giu. \| \| 25 gen. \| 1-2 \| Parma-Pescara \| 0-1 \| 21 giu. \| \| 25 gen. \| 1-1 \| Pisa-Cremonese \| 2-1 \| 21 giu. \| \| 25 gen. \| 0-2 \| Sambenedettese-Bari \| 4-3 \| 21 giu. \| |              |                     |               |               |
| andata (19ª) | andata (19ª) | 19ª giornata        | ritorno (38ª) | ritorno (38ª) |
| |              |                     |               |               |
| 25 gen. | 0-0          | Arezzo-Triestina    | 1-1           | 21 giu.       |
| 25 gen. | 4-1          | Bologna-Modena      | 0-1           | 21 giu.       |
| 25 gen. | 0-0          | Campobasso-Messina  | 0-0           | 21 giu.       |
| 25 gen. | 0-0          | Catania-Cesena      | 1-2           | 21 giu.       |
| 25 gen. | 0-0          | Genoa-Taranto       | 0-3           | 21 giu.       |
| 25 gen. | 0-0          | L.R. Vicenza-Lazio  | 0-1           | 21 giu.       |
| 25 gen. | 3-0          | Lecce-Cagliari      | 1-0           | 21 giu.       |
| 25 gen. | 1-2          | Parma-Pescara       | 0-1           | 21 giu.       |
| 25 gen. | 1-1          | Pisa-Cremonese      | 2-1           | 21 giu.       |
| 25 gen. | 0-2          | Sambenedettese-Bari | 4-3           | 21 giu.       |

| andata (19ª) | andata (19ª) | 19ª giornata        | ritorno (38ª) | ritorno (38ª) |
|              |              |                     |               |               |
| 25 gen.      | 0-0          | Arezzo-Triestina    | 1-1           | 21 giu.       |
| 25 gen.      | 4-1          | Bologna-Modena      | 0-1           | 21 giu.       |
| 25 gen.      | 0-0          | Campobasso-Messina  | 0-0           | 21 giu.       |
| 25 gen.      | 0-0          | Catania-Cesena      | 1-2           | 21 giu.       |
| 25 gen.      | 0-0          | Genoa-Taranto       | 0-3           | 21 giu.       |
| 25 gen.      | 0-0          | L.R. Vicenza-Lazio  | 0-1           | 21 giu.       |
| 25 gen.      | 3-0          | Lecce-Cagliari      | 1-0           | 21 giu.       |
| 25 gen.      | 1-2          | Parma-Pescara       | 0-1           | 21 giu.       |
| 25 gen.      | 1-1          | Pisa-Cremonese      | 2-1           | 21 giu.       |
| 25 gen.      | 0-2          | Sambenedettese-Bari | 4-3           | 21 giu.       |

## Spareggi

### Spareggi promozione
|        | Risultati |           | Città e data                            |
| ------ | --------- | --------- | --------------------------------------- |
| Cesena | 0-0       | Lecce     | Pescara, 27 giugno 1987                 |
| Lecce  | 4-1       | Cremonese | Pescara, 1º luglio 1987                 |
| Cesena | 1-0       | Cremonese | Modena, 5 luglio 1987                   |
|        |           |           |                                         |
| Cesena | 2-1       | Lecce     | San Benedetto del Tronto, 8 luglio 1987 |
|        |           |           |                                         |

### Spareggi retrocessione
|            | Risultati |            | Città e data           |
| ---------- | --------- | ---------- | ---------------------- |
| Taranto    | 1-0       | Lazio      | Napoli, 27 giugno 1987 |
| Campobasso | 1-1       | Taranto    | Napoli, 1º luglio 1987 |
| Lazio      | 1-0       | Campobasso | Napoli, 5 luglio 1987  |
|            |           |            |                        |

## Statistiche

### Squadre

#### Capoliste solitarie
Fonte: -
|    | —— | —— | ——     | ——     | ——     | ——     | —— | —— | ——      | ——  | ——  | ——        | ——        | ——        | ——        | ——        | ——        | ——        | ——        | ——  | ——  | ——      | ——      | ——  | ——  | ——  | ——     | ——     | ——  | ——  | ——  | ——     | ——     | ——  | ——  | ——  | ——  | —— |  |
|    |    |    | Cremon | Cremon | Cremon | Cremon |    |    | Messina |     |     | Cremonese | Cremonese | Cremonese | Cremonese | Cremonese | Cremonese | Cremonese | Cremonese |     |     | Messina | Messina |     |     |     | Cremon | Cremon |     |     |     | Cremon | Cremon |     | Cre | Cre |     |    |  |
|    |    |    |        |        |        |        |    |    |         |     |     |           |           |           |           |           |           |           |           |     |     |         |         |     |     |     |        |        |     |     |     |        |        |     |     |     |     |    |  |
|    |    |    |        |        |        |        |    |    |         |     |     |           |           |           |           |           |           |           |           |     |     |         |         |     |     |     |        |        |     |     |     |        |        |     |     |     |     |    |  |
| 1ª | 2ª | 3ª | 4ª     | 5ª     | 6ª     | 7ª     | 8ª | 9ª | 10ª     | 11ª | 12ª | 13ª       | 14ª       | 15ª       | 16ª       | 17ª       | 18ª       | 19ª       | 20ª       | 21ª | 22ª | 23ª     | 24ª     | 25ª | 26ª | 27ª | 28ª    | 29ª    | 30ª | 31ª | 32ª | 33ª    | 34ª    | 35ª | 36ª | 37ª | 38ª |    |  |

#### Primati stagionali
- Maggior numero di vittorie: Pescara e Pisa (16)
- Minor numero di sconfitte: Genoa (8)
- Migliore attacco: Genoa (44)
- Migliori difese: Parma e Triestina (26)
- Miglior differenza reti: Pescara e Pisa (+10)
- Maggior numero di pareggi: Arezzo (21)
- Minor numero di pareggi: Sambenedettese, Pisa e Pescara (12)
- Maggior numero di sconfitte: Cagliari (16)
- Minor numero di vittorie: Arezzo (7)
- Peggior attacco: Catania (25)
- Peggiore difesa: Modena (50)
- Peggior differenza reti: Modena (-18)

### Individuali

#### Classifica marcatori
Sono escluse le reti nelle gare di spareggio.
| Gol | Rigori |  | Giocatore           | Squadra        |
| --- | ------ |  | ------------------- | -------------- |
| 21  |        |  | Stefano Rebonato    | Pescara        |
| 18  | 3      |  | Antonio De Vitis    | Taranto        |
| 17  | 2      |  | Sauro Frutti        | Modena         |
| 14  | 5      |  | Marco Nicoletti     | Cremonese      |
| 11  | 1      |  | Fulvio Simonini     | Cesena         |
| 11  |        |  | Roberto Di Nicola   | Sambenedettese |
| 10  | 2      |  | Paul Rideout        | Bari           |
| 10  | 4      |  | Claudio Vagheggi    | Campobasso     |
| 10  |        |  | Luigi Marulla       | Genoa          |
| 10  |        |  | Luca Cecconi        | Pisa           |
| 9   | 3      |  | Juan Barbas         | Lecce          |
| 9   |        |  | Lorenzo Marronaro   | Bologna        |
| 9   | 3      |  | Pedro Pasculli      | Lecce          |
| 9   |        |  | Lamberto Piovanelli | Pisa           |
| 9   | 3      |  | Franco Selvaggi     | Sambenedettese |